# Stefania (chanson)
Pour les articles homonymes, voir Stefania (homonymie).
Chansons représentant l'Ukraine au Concours Eurovision de la chanson
Shum
(2021) Heart of Steel
(2023)
Chansons ayant remporté le Concours Eurovision de la chanson
 Zitti e buoni
(2021)  Tattoo
(2023)
Clip vidéo
[vidéo] « Stefania », sur YouTube
Stefania (en ukrainien : Стефанія, prononcé : [steˈfɑn⁽j⁾ijɐ]) est une chanson interprétée par le groupe ukrainien Kalush Orchestra, qui représente l'Ukraine à Turin au Concours Eurovision 2022. Le groupe remporte la compétition avec un total de 631 points, devant le Royaume-Uni (466 points) et l'Espagne (459 points).

## Contexte
Kalush Orchestra est un projet lancé en 2021 par le groupe Kalush, centré sur une musique rap comportant des éléments folk tirés de la musique traditionnelle ukrainienne. Lors de la sélection ukrainienne pour l'Eurovision, le retrait d'Alina Pash, — accusée d'avoir voyagé en 2015 dans la Crimée annexée en passant par la Russie — amène au choix de Kalush Orchestra pour représenter l'Ukraine.
Dans le contexte de l'invasion du pays menée en 2022 par la Russie, l'Ukraine est donnée grande favorite. Stefania apparait d'ailleurs en tête du hit-parade russe Tophit pour le mois d'avril 2022 en Ukraine.
De son côté, dès le 25 février 2022 (lendemain de l'invasion russe), la Russie avait été exclue du concours de l'Eurovision par une décision du conseil d'administration de l'Union européenne de radio-télévision, expliquant que cette décision « reflète la crainte que, compte tenu de la crise sans précédent en Ukraine, l'inclusion d'une entrée russe dans le Concours de cette année ne jette le discrédit sur le concours ».

## Analyse de la chanson
Mêlant musique populaire traditionnelle de l'Ukraine et rap moderne, Kalush Orchestra obtient ici une sonorité unique. Chantée en ukrainien, la langue maternelle des membres du groupe, Stefania a été écrite en l'honneur de la mère d'Oleh Psiouk, le fondateur du groupe. Celle-ci dit n'avoir entendu la chanson pour la première fois que lors de la finale nationale pour sélectionner le représentant de l'Ukraine.
Bien que la sélection de cette chanson ait été décidé avant l'invasion de l'Ukraine par la Russie en février 2022, ses paroles prennent cependant une résonance toute particulière, notamment avec la phrase « Je reviendrai toujours vers toi, sur les routes détruites » (« Ломаними дорогами прийду я завжди до тебе »). Les paroles nostalgiques de la chanson dédiée à la mère d'Oleh Psiouk et son inspiration tirée de la musique folklorique célèbrent en même temps l'identité culturelle ukrainienne et la mère-patrie.

## Instrumentation
La musique incorpore la Sopilka et la Tilinca, deux instruments à vent ressemblant à des flûtes, traditionnels de la musique folklorique d'Ukraine.

## Accueil
Le président Volodymyr Zelensky a immédiatement salué cette victoire sur Facebook, déclarant que « Notre courage impressionne le monde, notre musique conquiert l'Europe ». Il annonce en même temps que l'Ukraine « fera de son mieux pour - un jour - accueillir les participants et les invités de l'Eurovision dans la ville de Marioupol, libre, en paix et reconstruite ! » .
Le 15 mai 2022, le secrétaire général délégué de l’Otan, Mircea Geoană, juge que la victoire de l’Ukraine au concours Eurovision de la chanson montre « l’immense soutien du public, dans toute l’Europe », dont bénéficie le pays.
Plusieurs médias soulignent que cette victoire a été obtenue grâce au vote des téléspectateurs qui ont plébiscité le groupe représentant le pays envahi le 24 février par les troupes russes.

## Eurovision 2023
L'Eurovision 2023 est organisé à Liverpool au Royaume-Uni, L'Ukraine ne pouvant organiser l'évènement en raison du conflit russo-ukrainien (le Royaume-Uni était arrivé second à l'édition 2022). Le groupe Kalush orchestra ouvre la cérémonie avec sa performance Voices of a New Generation créant un mashup de Stefania. Différents invités reprennent le titre comme Sam Ryder (second au classement de 2022), Andrew Lloyd Webber et Kate Middleton au piano.